# Nymula cyneas
Nymula cyneas är en fjärilsart som beskrevs av William Chapman Hewitson 1874. Nymula cyneas ingår i släktet Nymula och familjen Riodinidae. Inga underarter finns listade i Catalogue of Life.